# Srbac
Srbac (srbsky Србац) je město a sídlo stejnojmenné opčiny v Bosně a Hercegovině v Republice srbské. Nachází se asi 44 km severovýchodně od Banje Luky a asi 216 km severozápadně od Sarajeva. V roce 2013 žilo v Srbaci 3 005 obyvatel, v celé opčině pak 19 001 obyvatel.
Obec byla dříve známa pod názvem Bosanski Svinjar. V roce 1888 zde byla otevřena základní škola, v roce 1929 poliklinika. Dříve ve městě žila polská a ukrajinská komunita.
Součástí opčiny je celkem 39 trvale obydlených sídel. Největším sídlem opčiny je město Srbac, dalšími velkými sídly jsou Povelič, Bosanski Kobaš a Nožičko.
- Bajinci 699
- Bardača 198
- Bosanski Kobaš 1 014
- Brezovljani 292
- Brusnik 100
- Crnaja 113
- Ćukali 329
- Donja Lepenica 427
- Donji Kladari 182
- Donji Srđevići 306
- Dugo Polje 268
- Gaj 5
- Glamočani 594
- Gornja Lepenica 257
- Gornji Kladari 358
- Gornji Srđevići 501
- Ilićani 170
- Inađol 868
- Kaoci 594
- Korovi 357
- Kukulje 925
- Lilić 226
- Nova Ves 261
- Novi Martinac 13
- Nožičko 1 011
- Povelič 1 049
- Prijebljezi 452
- Rakovac 5
- Razboj Ljevčanski 866
- Razboj Župski 349
- Resavac 218
- Seferovci 245
- Selište 89
- Sitneši 951
- Sitneši Mali 407
- Srbac 3 005
- Srbac Selo 922
- Stari Martinac 361
- Vlaknica 142

U města se nachází ústí řeky Vrbas do Sávy.